# جکی مورتون
جکی مورتون (به انگلیسی: Jackie Morton) بازیکن فوتبال زادهٔ ۲۶ فوریه ۱۹۱۴ اهل انگلستان بود که سابقهٔ بازی در تیم ملی فوتبال انگلستان را در کارنامهٔ خود دارد. وی در تاریخ ۱ دسامبر ۱۹۳۷ تنها بازی ملی خود را در مقابل تیم ملی فوتبال چکسلواکی انجام داد.
این بازیکن توانسته در این بازی ملی، ۱ گل به ثمر برساند.